# Waldronville
Waldronville est une localité côtière située sur la côte de l’Océan Pacifique de l’Île du Sud de la Nouvelle-Zélande.

## Histoire
Établie en 1950 comme pour servit comme une ville dortoir, localisée à 13 kilomètres (8,077825496 mi) au sud-ouest du centre de la cité de Dunedin, et elle siège à l’intérieur des limites de la cité. 
Waldronville fut développée par «Bill Waldron», quand il acheta la ferme «McCraws» au début des années 1950, pour y construire initialement 200 maisons.
Au milieu des années 1970 2 autres rues furent ajoutées à la partie sud-ouest du lotissement.
Au milieu des années 1990, des développements nommés «Friendship Drive» et «Wavy Knowes» furent ajourés au nord-est.
Le centre-ville de la localité côtière de Brighton siège à 7 kilomètres (4,349598344 mi) vers le sud-est de la ville de Waldronville.
Le petit village de «Westwood»  siège à mi-chemin entre les villes de Brighton et Waldronville.
Waldronville est localisé tout près du lagon de Kaikorai (en): une étendue d’eau correspondant à une expansion de l’embouchure du cours d’eau  Kaikorai Stream (en) protégé de l’océan par une barre de sable, qui s’étend vers l’intérieur des terres aussi loin que la banlieue de Dunedin nommée: Green Island, à 3 kilomètres (1,864113576 mi)  vers le nord.
Le lagon forme une partie du projet de recherche en vue d’établir un protocole national de surveillante des estuaires .
L’île actuelle, qui partage le nom de la banlieue siège à 2 kilomètres (1,242742384 mi) en dehors de la côte au sud de Waldronville. 
La réserve de loisirs de Island Park (en) est une zone protégée entre le village et la ligne de côte.

## Géologie
L’affleurement rocheux de «Blackhead» est localisé à l’est de Waldronville.
Une importante carrière est située au niveau de « Black Head », d’où on extrait du basalte pour le revêtement des routes ( revètement dit ’metal’ (en)).
Il y a des colonnes de basalte hexagonales au niveau de « Black head », identiques à celles situées plus loin à l’est au niveau de la banlieue de Second Beach .

## Toponymie
Beaucoup des rues de Waldronville sont dénommées d’après des avions de la période de la Seconde Guerre Mondiale.

## Accès
Le village est relié à la ville de Brighton et le village de Taieri Mouth vers le sud-ouest via une route côtière et dans les autres directions, par une route droite allant jusqu’à Green Island. 
Une étroite route rurale passe à travers la carrière et au-delà vers l’arche de Tunnel Beach (en), reliant le village avec la banlieue principale de Dunedin au niveau du système des rues suburbaines de la banlieue de Corstorphine.

## Loisirs
Le seul circuit de course de voiture de Dunedin nommé «Beachlands Speedway», est localisé à l’extrémité sud de Waldronville.